# التسجيل 3: التكوين
التسجيل 3: التكوين هو فيلم رعب أكشن إسباني من إخراج باكو بلازا وبطولة ليتسيا دوليرا وديغو مارتين، صدر الفيلم في 30 مارس 2012.

## روابط خارجية
- التسجيل 3: التكوين على موقع IMDb (الإنجليزية)
- التسجيل 3: التكوين على موقع ميتاكريتيك (الإنجليزية)
- التسجيل 3: التكوين على موقع روتن توميتوز (الإنجليزية)
- التسجيل 3: التكوين على موقع نتفليكس (الإنجليزية)
- التسجيل 3: التكوين على موقع قاعدة بيانات الأفلام العربية
- التسجيل 3: التكوين على موقع ألو سيني (الفرنسية)
- التسجيل 3: التكوين على موقع Turner Classic Movies (الإنجليزية)
- التسجيل 3: التكوين على موقع أول موفي (الإنجليزية)
- التسجيل 3: التكوين على موقع بوكس أوفيس موجو (الإنجليزية)
- التسجيل 3: التكوين على موقع فيلمافينيتي (الإسبانية)